# تاريخ الصحافة في كندا

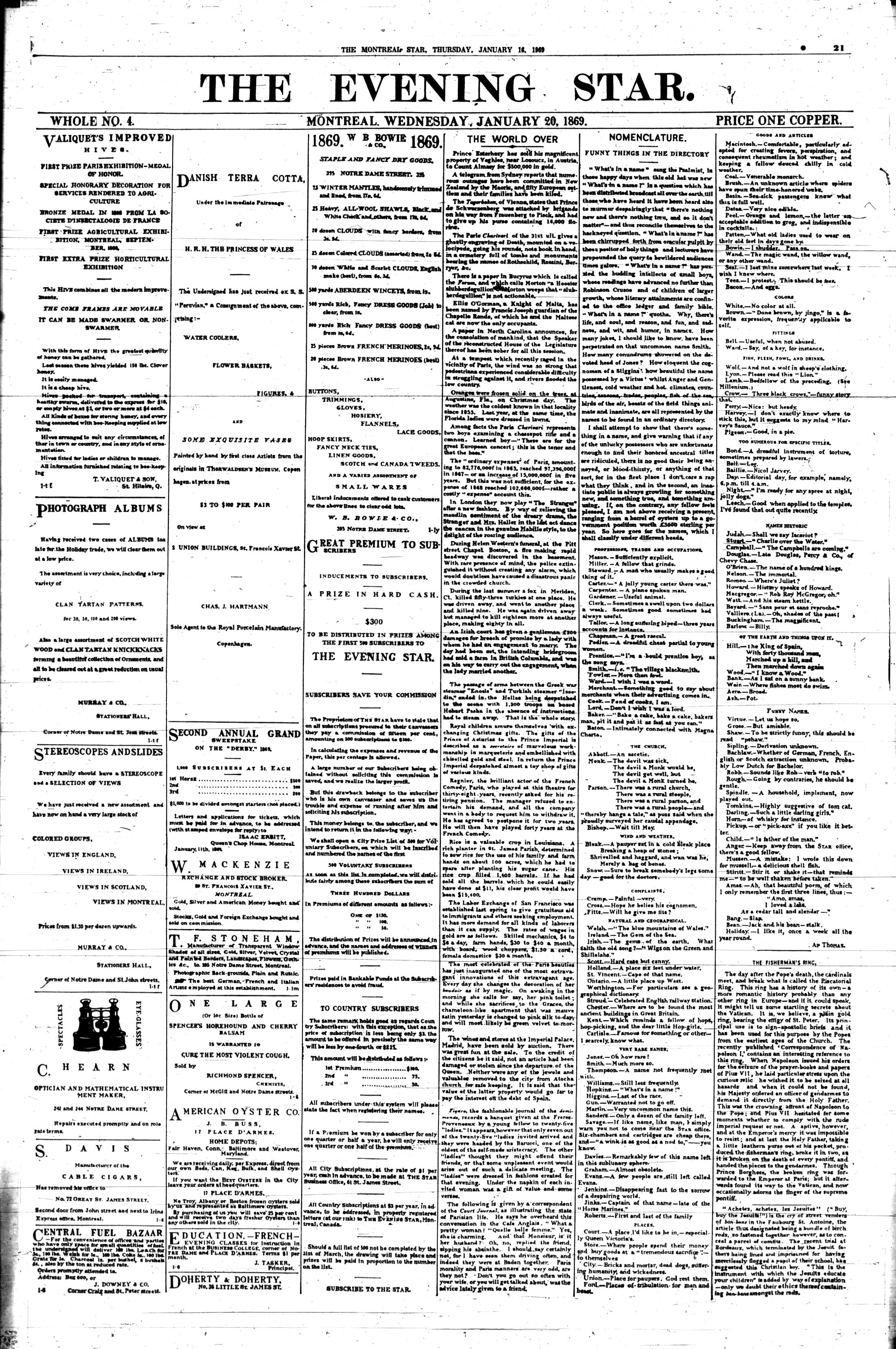
The Montreal جريدة ال "مونتريال" بدأت في الصدور منذ عام 1869.

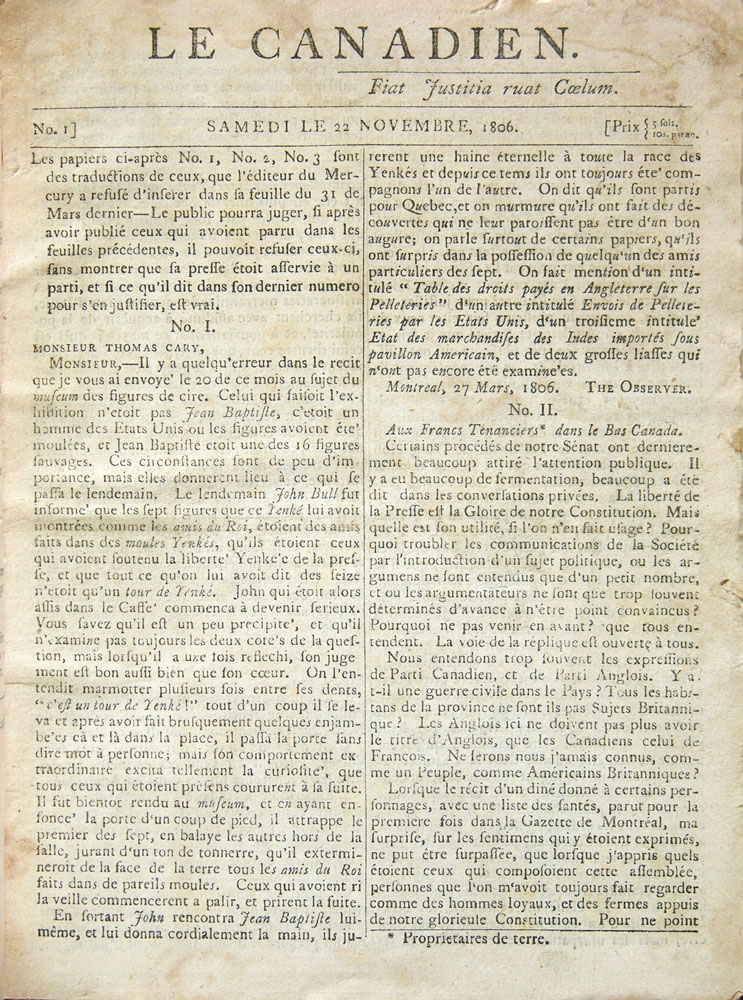
صحيفة الكنديLe Canadien, تونبر 22, 1806

كانت هناك خمس فترات مهمة في تاريخ الصحف الكندية المسؤولة عن تطور قطاع الصحافة الكندي، فترة البذور الأولى للصحافة الكندية تمتد من 1750 إلى 1800، عندما دخلت طباعة الصحف ابتدأت بصيغة منشورات وإعلانات والإعلامات الحكومية والأخبار والتصريحات المتعلقة بالحكومة الكندية.
تليها "فترة الأحزاب من سنة 1800الى 1850،" عندما احتل المحررون المستقلون والطابعات الفردية دورا متزايدا في السياسة. ثم فترة البناء القومي والوطني بين سنتي 1850–1900،" عندما بدأ المحرر الكندي يقوم بإنشاء وجهة نظر قومية مشتركة تعبر عن المجتمع الكندي.
ثم «الفترة الحديثة» وهي تمتد بين سنة 1900 إلى سنة 1980، حيث شهدت إضفاء الطابع المهني على القطاع الصحفي وتطوره.
ثم فترة «التاريخ الحالي» وتبدأ من سنة 1990 حيث عرف إضفاء الطابع المهني والاحترافي على القطاع الصحفي إلى الآن، وهي الفترة التي بدأ فيها القطاع يواجه منافسة جديدة من عالم الإنترنت.

## جوزيف هاو

عبارة لجوزيف هاو عرض على مبنى كرونيكل هيرالد في وسط مدينة هاليفاكس.

يعتبر جوزيف هاو أحد أبرز الشخصيات الكندية في تاريخ الصحافة الكندية الذين ساهموا في تطوير مهنيتها في دولة كندا والاتجاه إلى الأسلوب النقدي وإبداء الرأي المعارض والتحري والتدقيق في أخطاء المسؤولين السياسيين.
في سن الثالثة والعشرين اشترى هاو، الذي علّم نفسه بنفسه الثقافة المعرفية، وكان إنسانا واسع الاطلاع والقراءة، صحيفة نوفاسكوتيان، والتي سرعان ما جعلها صحيفة شعبية ومؤثرة. وقد نقل الكثير عن نقاشات المجلس التشريعي لنوفا سكوشا، وسافر إلى كل جزء من المقاطعة يكتب عن جغرافيتها وشعبها.
في عام 1835، اتهم هاو بالتحريض على الفتنة، جريمة جنائية خطيرة، بعد نشر صحيفته نوفاسكوتيان رسالة تهاجم سياسيي هاليفاكس والشرطة باختلاس المال العام. خاطب هاو لجنة المحلفين لأكثر من ست ساعات، وذكر مثالاً بعد مثال عن الفساد المدني. ودعا القاضي لإدانة هاو، ولكن برأه المحلفون نتيجة التأثر بخطابه العميق، فيما يعتبر قضية بارزة في النضال من أجل حرية الصحافة في كندا.
وفي العام التالي، تم انتخاب هاو بالمجلس كمصلح ليبرالي، وهي بداية مهنة عامة طويلة وحافلة بالأحداث. كان له دور فعال في مساعدة نوفا سكوشا أن تصبح أول مستعمرة بريطانية للفوز بالحكومة المسؤولة في عام 1848. وشغل منصب رئيس وزراء نوفا سكوشا من 1860 إلى 1863، وقاد المعركة الفاشلة ضد الاتحاد الكندي من 1866 إلى 1868، وبعد أن فشل في إقناع البريطانيين بإلغاء الاتحاد، انضم هاو لمجلس الوزراء الاتحادي لجون ماكدونالد في عام 1869، ولعب دورًا رئيسيًا في جلب مانيتوبا إلى الاتحاد. وأصبح هاو ثالث حاكم ليفتينانت لمدينة نوفا سكوشا في عام 1873، لكنه توفي بعد ثلاثة أسابيع فقط من توليه السلطة.

## جورج براون

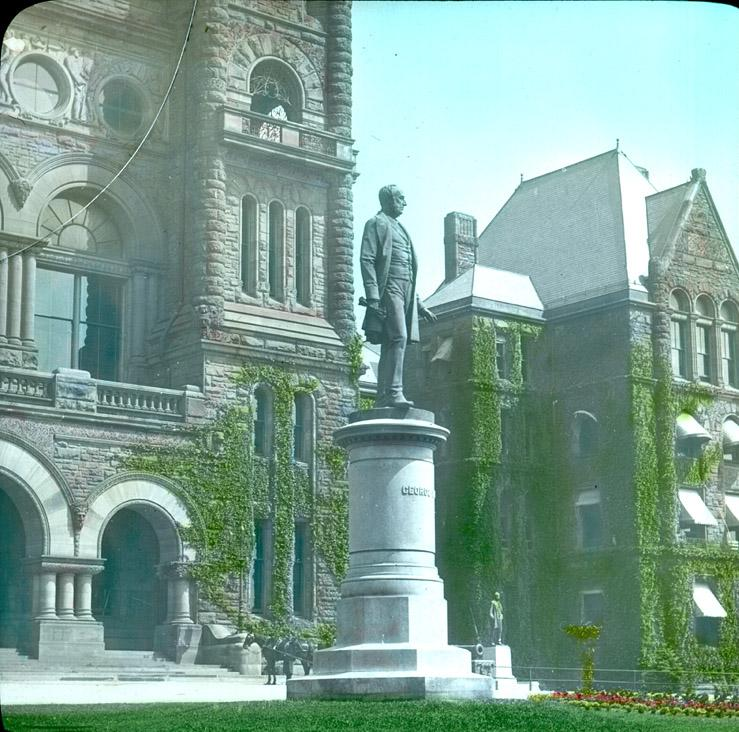
النصب التذكاري لجورج براون في كوينز بارك، تورونتو، كندا، حوالي 1910

يعتبر أحد أهم وأبرز الشخصيات السياسية الفاعلة في تاريخ الصحافة الكندية اسكتلندي المولد حيث ولد في ألوا (Alloa)، ب كلاكمانانشيري (Clackmannanshire)، باسكتلندا، في ال29 من نوفمبر 1818م وهاجر إلى كندا في عام 1843. أسس جريدة الراية The banner في عام 1843، وجريدة العالم The Globe في عام 1844، والتي سرعان ما أصبحت صحيفة الإصلاح الرائدة في مقاطعة كندا.
ويعتبر سياسيا فذا وأحد آباء الكونفدرالية، ولد في 9 مايو 1818 وتوفي في 29 نوفمبر 1880)؛ حضر مؤتمرات شارلوت تاون سبتمبر 1864 وكيبيك أكتوبر 1864 . وقد كان من بين أول الدعاة إلى إصلاح سياسي، وكان أيضا مؤسس ورئيس تحرير صحيفة تورونتو جلوب، وهي اليوم معروفة باسم جلوب اند ميل، بعد أن اندمجت مع صحف أخرى.
كما أسس جورج براون صحيفة «جلوب اند ميل» بالإنجليزية The Globe and Mail، الصحيفة ذات التأثير السياسي القوي على الرأي العام المحلي. استطاع بروان أن يزيح العديد من المنافسين من خلال شراء الجرائد المنافسة وضخ الدورة الدموية في القطاع الصحفي باستخدام التكنولوجيا المتقدمة.
في عام 1850، بعد تثبيت خطاه داخل المشهد الإعلامي الكندي قرر جورج براون الدخول في السياسة، وأصبح زعيم حزب الإصلاح، الذي وصل في النهاية إلى اتفاق أدى إلى الاتحاد وتأسيس دومينيون كندا. بعد ذلك استقال من البرلمان، ولكن نشاطه استمر في تعزيز آرائه السياسية في «غلوب»(The Globe).

## أعلام في تاريخ الصحافة الكندية
- إيلا كورا هند
- جوزيف هاو
- جورج براون
- قائمة الصحفيين الكنديين

## وصلات خارجية
- (بالإنجليزية: {{{1}}})‏An Annotated Guide to Historical Canadian Newspapers on Microfilm (PDF) - University of Victoria
- (بالإنجليزية: {{{1}}})‏Canadian Newspapers and the Second World War - Canadian War Museum
- (بالإنجليزية: {{{1}}})‏University of British Columbia Historical Newspapers - Digitized newspapers from British Columbia, 1865–1930
- (بالإنجليزية: {{{1}}})‏Canadian Community Digital Archive of growing newspaper collections - free access